# Александар Ристић
Александар Ристић (Ваљево, 27. септембар 1977)  српски је правник и дипломата. 

## Каријера при Министарству спољних послова
Од 1992. до 1996. је похађао Ваљевску гимназију. Године 2001. је, као први Србин који је добио стипендију за овај програм, учествовао на Програму мирног решавања међународних сукоба и мировним студијама на Универзитету за глобално успостављање мира у јапанској престоници Токију. Годину дана касније је дипломирао на Правном факултету у Београду са просечном оценом 9,03. Од 2004. до 2005. је био на Дипломатској академији Министарства спољних послова Државне заједнице Србије и Црне Горе.
Каријеру је започео у некадашњој СРЈ. Од 1999. до 2001. волонтира у Младим истраживачама Републике Србије. Од 2002. до 2003. је у истој организацији, али овога пута у Волонтерском сервису Србије.  
Од 2003. до 2004. је био на редовном одслужењу војног рока у Војсци Србије и Црне Горе. Након војног рока долази у Министарство спољних послова СЦГ где је био приправник, па аташе у Дипломатском протоколу. Потом прелази у Дирекцију за Африку и Блиски исток где је у нардених годину дана био аташе, а потом и трећи секретар. Године 2006. одлази у српску амбасаду у Адис Абеби, Етиопија. Тамо је у наредне 4 године био трећи секретар, па други секретар и заменик амбасадора. У Београд се враћа 2010. године на положаје другог секретара, затим првог секретара и на крају саветника у Одељењу за Африку и Блиски исток МСП-а Србије. На овим функцијама се измењивао до 2012. године. Тада је добио привремени премештај у други државни орган, па је радио као први саветник и саветник у Спољнополитичком тиму Председништва Републике Србије. Године 2014. одлази на положај првог саветника нашег амбасадора у Дамаску, Сирија, а након његовог повлачења на неколико месеци те године је био отправник послова у Амбасади Србије у Сирији. Наредне 2015. долази на место министра-саветника у нашој амбасади у Бејруту и поново на неколико месеци обавља дужниост отправника послова и у тој амбасади. Од 2015. до 2019. је био на положају министра-саветника Одељења за Африку и Блиски исток Министарства спољних послова Републике Србије. 
Године 2019. је постављен за амбасадора у Етиопији. Поред Етиопије, он је и нерезиденцијални амбасадор наше земље у Јужном Судану, Танзанији, Џибутију и Источноафричкој заједници.
Поред матерњег српског течно говори и енглески, а служи се и немачким језиком.
У слободно време се бави писањем и из хобија игра тенис. Приликом предаје акредитива председници Етиопије је носио српску народну ношњу.